# 1795年反逆法
1795年反逆法（1795ねんはんぎゃくほう、英語: Treason Act 1795）は、グレートブリテン議会により制定された法律。国王に危害を及ぼすことを大逆罪と定め、国王への侮辱を反逆罪と定めた法。
1795年煽動集会法と同じく、1795年の議会開会式に向かう国王ジョージ3世が投石された事件をきっかけとして制定された法律である。ジョージ3世の在位中のみ有効という限時法だったが、1817年反逆法により恒久法に変更された。

## 内容
第1条により、国王の死亡、負傷、幽閉、拘束を故意に行う、またはそれを計画することは大逆罪であると定められた。この条項は1661年煽動法にもみられ、チャールズ2世期の限時法が復活する形となった。
第2条により、国王またはその継承者、政府、憲法を侮辱した場合、7年以下の流罪に処すると定められた。

## 改正と廃止
1817年反逆法により恒久法に変更された。
1848年反逆罪的重罪法により、1795年反逆法はアイルランドにも適用された。また、1795年反逆法で反逆（treason）と定められた犯罪行為の一部が重罪（felony）として改めて分類された。
1871年制定法整理法により、侮辱罪に関する条項（第2から4条）が廃止された。
1998年犯罪及び秩序違反法により、1795年反逆法の全ての条項が廃止された。